# Драгоманска тумба
Тумба (на гръцки: Τούμπα Αψάλου) е антично селище край мъгленското село Драгоманци (Апсалос), Гърция.
Останките от селището са разположени северозападно от Драгоманци. Датира от класическата до ранновизантийската епоха. В 1996 година селището Тумба е обявено за защитен археологически паметник.